# UNOSOM II
L'UNOSOM II (United Nations Operation in Somalia II) è stata la seconda fase dell'intervento ONU in Somalia.
Protrattasi dal marzo 1993 al marzo 1995, UNOSOM II fu il proseguimento della UNITAF (missione sotto il controllo statunitense, ma sancita dall'ONU).
Questi interventi si prefiggevano l'obiettivo di creare un cordone di sicurezza attorno agli aiuti umanitari condotti per arginare la carestia dilagante nel paese e la condizione di anarchia dovute alla guerra civile somala.
L'intervento UNOSOM II è tristemente famoso per la battaglia di Mogadiscio e l'abbattimento di due elicotteri statunitensi Black Hawk, per il massacro di 24 soldati pakistani uccisi da membri della milizia somala, nella cosiddetta battaglia della Radio e per la cosiddetta battaglia del pastificio, nella quale soldati italiani, nell'ambito di un rastrellamento, caddero in un'imboscata che causò la morte di tre soldati italiani ed il ferimento di più di ulteriori venti.  Altri due soldati italiani vengono uccisi nell'agguato al porto nuovo di Mogadiscio.

## Storia

### Restore Hope

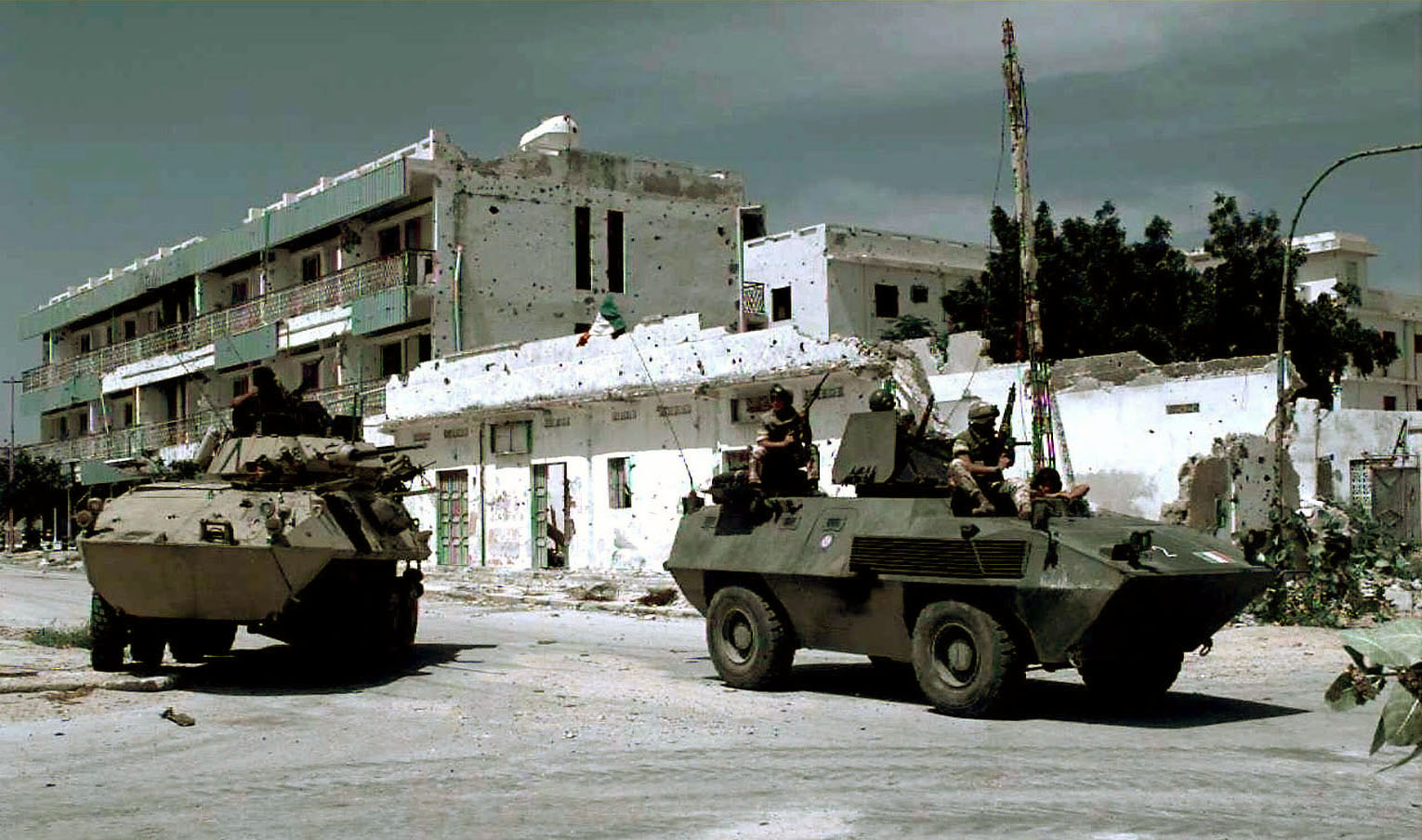
Un blindato leggero statunitense Cadillac Gage LAV (a sinistra) ed un blindato italiano Fiat 6614 sulla Linea Verde, il 19 gennaio 1993 durante Restore Hope

L'operazione Restore Hope dell'ONU (UNITAF), a guida statunitense, iniziata a dicembre 1992, che a sua volta aveva sostituito l'infruttuosa UNOSOM I (aprile-dicembre 1992) non aveva portato i risultati sperati.
Il peggiorare di giorno in giorno della situazione in Somalia, con le manifestazioni popolari contro i caschi blu che aumentavano e i miliziani che si facevano sempre più audaci colpendo le truppe australiane, belghe e italiane ed il Pentagono che proseguiva nel ritiro del grosso delle truppe statunitensi con l'obiettivo di lasciare nel Paese solo una forza di intervento rapido di poche migliaia di uomini al servizio dell'ONU, portò il 26 marzo 1993 l'ONU, con la risoluzione 814, ad avviare l'operazione UNOSOM II con il fine di disarmare le fazioni in lotta, con i caschi blu autorizzati all'uso della forza per perseguire l'obiettivo.

### Inizio missione
L'UNOSOM II ha però assunto ufficialmente le operazioni in Somalia quando l'UNITAF è stata sciolta il 4 maggio 1993.
Aveva una forza complessiva di 28 000 uomini, tra cui 22 000 militari e 8 000 membri tra personale logistico e civile, provenienti da Algeria, Australia, Austria, Bangladesh, Belgio, Botswana, Canada, Danimarca, Egitto, Fiji, Finlandia, Francia, Germania, Grecia,  India, Indonesia, Irlanda, Italia, Kuwait, Giordania, Malaysia, Marocco, Nepal, Nuova Zelanda, Nigeria, Norvegia, Pakistan, Filippine, Spagna, Corea del Sud, Romania, Arabia Saudita, Svezia, Svizzera, Tunisia, Turchia, Emirati Arabi Uniti, Regno Unito, Stati Uniti e Zimbabwe.

### L'imboscata al contingente pakistano

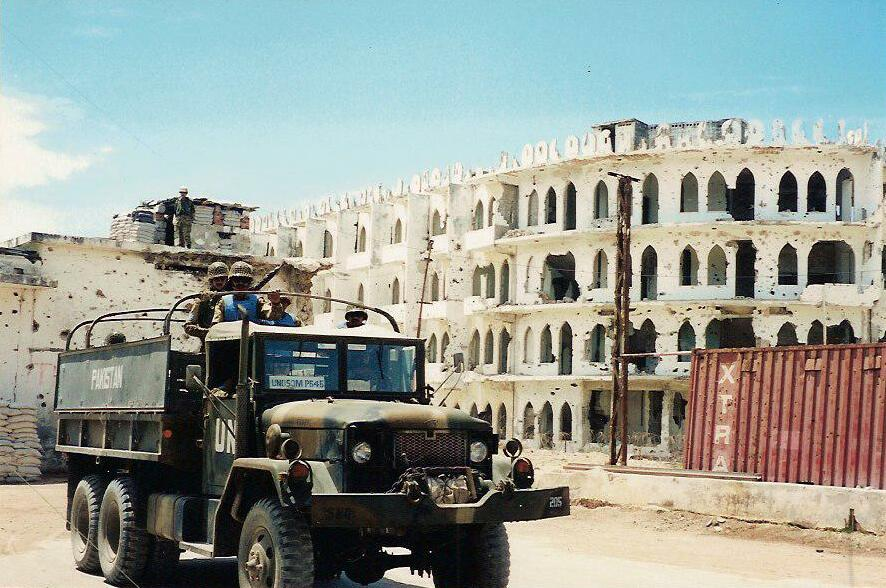
Convoglio di caschi blu pachistani a Mogadiscio

Il 5 giugno 1993 forze pakistane, facenti parte dell'UNOSOM, tentarono di occupare la sede della radio di Mogadiscio, utilizzata da una delle fazioni in lotta, che faceva capo a Mohamed Farrah Aidid e che veniva usata dai miliziani per diffondere proclami inneggianti alla resistenza contro le truppe ONU, descritte come "invasori". La reazione dei guerriglieri somali fu violenta e, nello scontro che ne seguì, morirono 25 militari pakistani, 50 rimasero feriti e oltre una decina risultano dispersi. I soldati superstiti furono costretti ad asserragliarsi all'interno della Manifattura Tabacchi. In aiuto dei soldati pakistani intervenne una forza italiana meccanizzata, composta da blindati, carabinieri paracadutisti del "Tuscania" e incursori del 9º Reggimento paracadutisti d'assalto "Col Moschin" che ruppero l'accerchiamento e posero in salvo i superstiti recuperando anche i cadaveri dei pakistani caduti.
A partire dalla cosiddetta battaglia della radio l'operazione ONU assunse un carattere prevalentemente militare, poiché in seguito al massacro dei militari pakistani il Consiglio di sicurezza delle Nazioni Unite si riunì votando all'unanimità la risoluzione n° 837 con la quale il segretario generale veniva autorizzato a prendere tutte le misure necessarie per punire i colpevoli e per rappresaglia l'ONU autorizzò l'impiego delle cannoniere volanti AC-130 Spectre statunitensi che entrarono in azione la notte del 12 giugno distruggendo l'emittente radio di Aidid e alcuni depositi di armi dell'Alleanza Nazionale Somala, la fazione di Aidid. Tutto questo portò ad una continua crescita della tensione e al moltiplicarsi degli attacchi alle forze di pace che nel rispondere agli atti ostili finivano per provocare anche la morte di diversi civili in cui i miliziani si mescolavano per proteggersi dal fuoco di risposta delle truppe ONU.

### La battaglia del pastificio
Il contingente italiano (ITALFOR), presente fin dal dicembre 1992 con la missione Ibis I, per la "Ibis II" era composto dagli incursori paracadutisti del "Col Moschin", da diverse unità della Brigata paracadutisti "Folgore", da 400 fucilieri di marina del Battaglione San Marco, da carabinieri del 1º Reggimento carabinieri paracadutisti "Tuscania", da una compagnia del 132º Reggimento carri, dall'8º Reggimento "Lancieri di Montebello" con blindati pesanti (Centauro) e dalla Brigata "Friuli"
Il 2 luglio 1993 forze italiane, divise in due colonne meccanizzate, effettuarono un rastrellamento nel quartiere Haliwaa, a nord di Mogadiscio. I vari obiettivi dell'operazione si trovavano vicini all'ex pastificio Barilla distrutto, vicino al quale era stato costituito un posto di blocco denominato appunto Check-point Pasta. Secondo alcune ricostruzioni il vero scopo dell'operazione doveva essere la cattura di Mohamed Farrah Aidid, con il fine di ottenere un cessate il fuoco ed un conseguente accordo di pace, ma nessuna conferma ufficiale è mai stata data dalle autorità italiane.
Le due colonne, provenivano la prima dalla zona del Porto Vecchio di Mogadiscio e la seconda da Balad, terminata l'operazione di rastrellamento, le due colonne avevano ripreso la via del ritorno. In seguito a gravi disordini scoppiati nella zona, con larga partecipazione da parte della popolazione locale a cui erano mischiati cecchini, la situazione precipitò al punto da rendere necessario richiedere rinforzi da parte della colonna che si trovava in prossimità del pastificio e che stava rientrando verso il porto di Mogadiscio. Alcuni mezzi blindati italiani VCC-1 Camillino, fermatisi di fronte a barricate erette dai somali, vennero immobilizzati con razzi anticarro mentre le strade circostanti venivano bloccate con altre barricate da parte dei miliziani somali; solo l'intervento della colonna di soccorso, quasi arrivata alla base di Balad, dotata di carri M60 Patton, autoblindo FIAT 6614 e autoblindo pesanti Centauro, con l'ulteriore appoggio di elicotteri Mangusta e AB-205, permisero ai soldati sotto il fuoco di sganciarsi, con i miliziani che sparavano tra la folla vociante facendosi scudo di donne e bambini.
Il numero delle perdite fu di 3 militari morti e 36 feriti da parte italiana e di un numero imprecisato da parte dei miliziani e dei civili somali. Dopo oltre tre ore di combattimenti le truppe italiane lasciarono la zona degli scontri, abbandonando anche il Check-Point Pasta e il Check-Point Ferro, in quanto vista la situazione continuare a controllare i due Check-Point avrebbe potuto scatenare una battaglia campale dentro Mogadiscio, cosa che il comando italiano voleva evitare.

Il generale Bruno Loi, comandante del contingente italiano

Data la vastità e l'organizzazione della reazione da parte dei miliziani, sono state fatte, nel quadro di una analisi approfondita, supposizioni relative ad un'imboscata, orchestrata in seguito ad una fuga di notizie all'esterno del contingente italiano; ovviamente, nessun riscontro ufficiale è disponibile per poter confutare quella che rimane una illazione, per quanto credibile.
Il giorno seguente il comando ONU ordinò al contingente italiano di riprendere il Check-Point Pasta con l'uso della forza, ma il generale Loi comandante delle forze italiane in Somalia si rifiutò entrando in aperto conflitto col comando ONU, e le truppe italiane ripresero il controllo del Check-Point Pasta solamente il 9 luglio senza sparare un colpo, dopo delicati negoziati che videro coinvolti gli uomini del SISMI.

### La battaglia di Mogadiscio

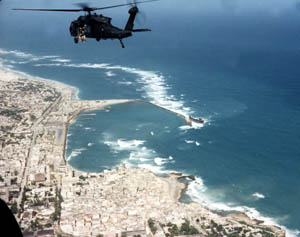
Uno dei Black Hawk abbattuti, durante la battaglia sorvola Mogadiscio

A Mogadiscio vi fu uno scontro di vaste proporzioni svoltosi nella capitale somala tra il 3 ed il 4 ottobre 1993, che ha visto il susseguirsi di svariati scontri a fuoco di elevata intensità, che hanno coinvolto truppe statunitensi, pakistane, malaysiane e di altre nazioni partecipanti all'operazione.
Tra questi scontri, tre in particolare si elevarono per intensità e numero di vittime al di sopra degli altri con il concorso di unità meccanizzate, centinaia di soldati e vari velivoli di appoggio da parte delle forze ONU, contro migliaia di miliziani somali armati di armi automatiche, mitragliatrici e razzi anticarro, oltre che dell'uso strumentale della popolazione civile (come scudo umano).
Gli scontri portarono all'abbattimento di due elicotteri statunitensi Black Hawk.
un terzo Black Hawk, con a bordo una squadra di recupero, fu colpito e costretto ad un atterraggio d'emergenza al porto nuovo.
Quella che era iniziata come una veloce operazione di incursori, divenne una cruenta battaglia urbana, durata due giorni, alla fine della quale gli statunitensi contarono 19 morti. Le perdite in feriti furono di 84 uomini, mentre i somali ebbero circa un migliaio di perdite

### L'agguato al porto agli italiani
Il comando centrale dei militari italiani era a Mogadiscio, nella ex ambasciata d'Italia, mentre la base operativa era a una trentina di chilometri, a Balad, nei pressi della vecchia accademia militare somala. Due contingenti più piccoli del Reparto logistico di contingenza (Re.Lo.Co), che smistava i rifornimenti dall'Italia venendo anche utilizzato per le scorte dei convogli, erano stanziati all'aeroporto e nel porto nuovo di Mogadiscio. Inoltre sulla "via imperiale", la strada che attraversa la capitale, costruita durante l'occupazione coloniale italiana, erano presidiati sei checkpoint (Ferro, Pasta, Nazionale, Demonio, Banca, Obelisco).
Nel frattempo il generale Bruno Loi, comandante del contingente ITALFOR, fu sostituito a fine mandato dal generale Carmine Fiore che assunse il comando delle operazioni italiane agli inizi di settembre 1993. Fu deciso di evacuare i checkpoint a Mogadiscio per spostare la gran parte del contingente a Balad e a Mogadiscio rimasero solo 315 degli oltre 2 600 soldati italiani.

Le salme dei paracadutisti italiani, Rossano Visioli e Giorgio Righetti, ricevono gli onori prima del rimpatrio in Italia.

Il 15 settembre avvenne l'agguato al porto nuovo di Mogadiscio, tra le aree comprese tra la banchina del molo nord e le alture circostanti il porto della capitale somala.
Quattro paracadutisti italiani rimasero vittima di un agguato da parte di alcuni cecchini mentre si trovavano liberi dal servizio e praticavano jogging con le magliette verdi dell'esercito, sulla banchina del molo nord del porto di Mogadiscio
Nell'agguato persero la vita due militari, poi insigniti della medaglia d'oro al valore dell'esercito.
Nel novembre 1993 fu ucciso, in circostanze misteriose, il sottufficiale del SISMI Vincenzo Li Causi. Tra le vittime italiane, dirette o indirette, della missione vanno annoverate anche due donne: Maria Cristina Luinetti, Sorella (grado funzionale Sottotenente) del Corpo Infermiere Volontarie della Croce Rossa Italiana, uccisa in dicembre nel Poliambulatorio Italia a Mogadiscio da un somalo per motivi mai chiariti, e nel marzo 1994 la giornalista Rai Ilaria Alpi che, insieme con il suo operatore Miran Hrovatin, fu uccisa in un agguato da miliziani perché stava indagando sul traffico di rifiuti tossici dall'Europa alla Somalia Nel febbraio del 1995, l'ultima vittima italiana, caduto in un'imboscata, il telecineoperatore del Tg2 Marcello Palmisano.

### Ritiro Usa e italiano
Di fronte alle notizie di numerose morti di soldati e alle riprese filmate dei soldati statunitensi trascinati per le strade di Mogadiscio, con l'opinione pubblica statunitense che si mostrava contraria alla partecipazione attiva alla missione UNOSOM, il presidente degli Stati Uniti Bill Clinton decise il ritiro delle forze statunitensi, fissando la data del 31 marzo 1994 come termine ultimo per completare il loro ritiro.
Anche altre nazioni, come Belgio, Francia e Svezia decisero di ritirare le proprie truppe in quella data. L'Italia ritirò il proprio contingente (IBIS II) il 21 marzo 1994.
Nei primi mesi del 1994 il Consiglio di sicurezza delle Nazioni Unite fissò al 28 marzo 1995 il termine per la fine della missione. Vennero anche stabiliti, nei mesi successivi, vari colloqui di riconciliazione, che prevedevano un cessate il fuoco, il disarmo delle milizie e una conferenza per nominare un nuovo governo.
Tuttavia, i preparativi per una conferenza di pace vennero ripetutamente rinviati e molti leader delle fazioni in lotta ignorarono gli accordi.

### Il ritiro:United Shield
Dopo la decisione di porre fine alla missione di pace delle Nazioni Unite, le operazioni di evacuazione del restante personale presero il nome di operazione United Shield, che si svolse tra gennaio e marzo 1995.
Le truppe rimaste da evacuare erano costituite da egiziani, pakistani e del Bangladesh, dato che i soldati indiani, malaysiani e dello Zimbabwe, avevano abbandonato la missione alla fine del 1994. Per coprire le operazioni di ritiro furono impiegati 4000 soldati americani ed una coalizione aeronavale, dispiegata nell'Oceano Indiano, composta da unità navali americane, italiane e pakistane.
L'Italia inviò 5 navi, 21 velivoli e 2 106 uomini, con il 26º Gruppo Navale composto dalle LPD San Giorgio e San Marco, dal rifornitore Stromboli, della fregata Libeccio come scorta (con 2 elicotteri AB-212 ASW) e dalla portaerei leggera Garibaldi (dal cui ponte di volo operarono 5 caccia tra AV-8B e AV-8B+, 2 SH-3D, 4 AB-212 NLA e 4 A-129 Mangusta). Agli equipaggi delle unità navali si aggiungevano 198 tra paracadutisti e cavalleggeri dell'esercito, 320 uomini del battaglione San Marco e 30 incursori del Comsubin.
La missione ebbe termine nel mese di marzo 1995.